# Optică geometrică

Pe măsură ce lumina traversează spaţiul, oscilează în amplitudine. În această imagine, fiecare maxim al amplitudinii este reprezentat printr-un plan. Raza de lumină este săgeata perpendiculară pe aceste suprafeţe paralele.

Optica geometrică este o ramură a opticii (indirect a fizicii teoretice) care studiază propagarea luminii prin medii materiale utilizând noțiuni din geometrie și fără a lua în seamă natura ondulatorie sau corpusculară a acesteia. 